# Deepika Kumari
Deepika Kumari (en Hindi : दीपिका प्रजापती ), née le 13 juin 1994, est une archère indienne. Elle est la première archère indienne à avoir remporté une médaille d'or dans une compétition internationale de tir à l'arc.

## Biographie

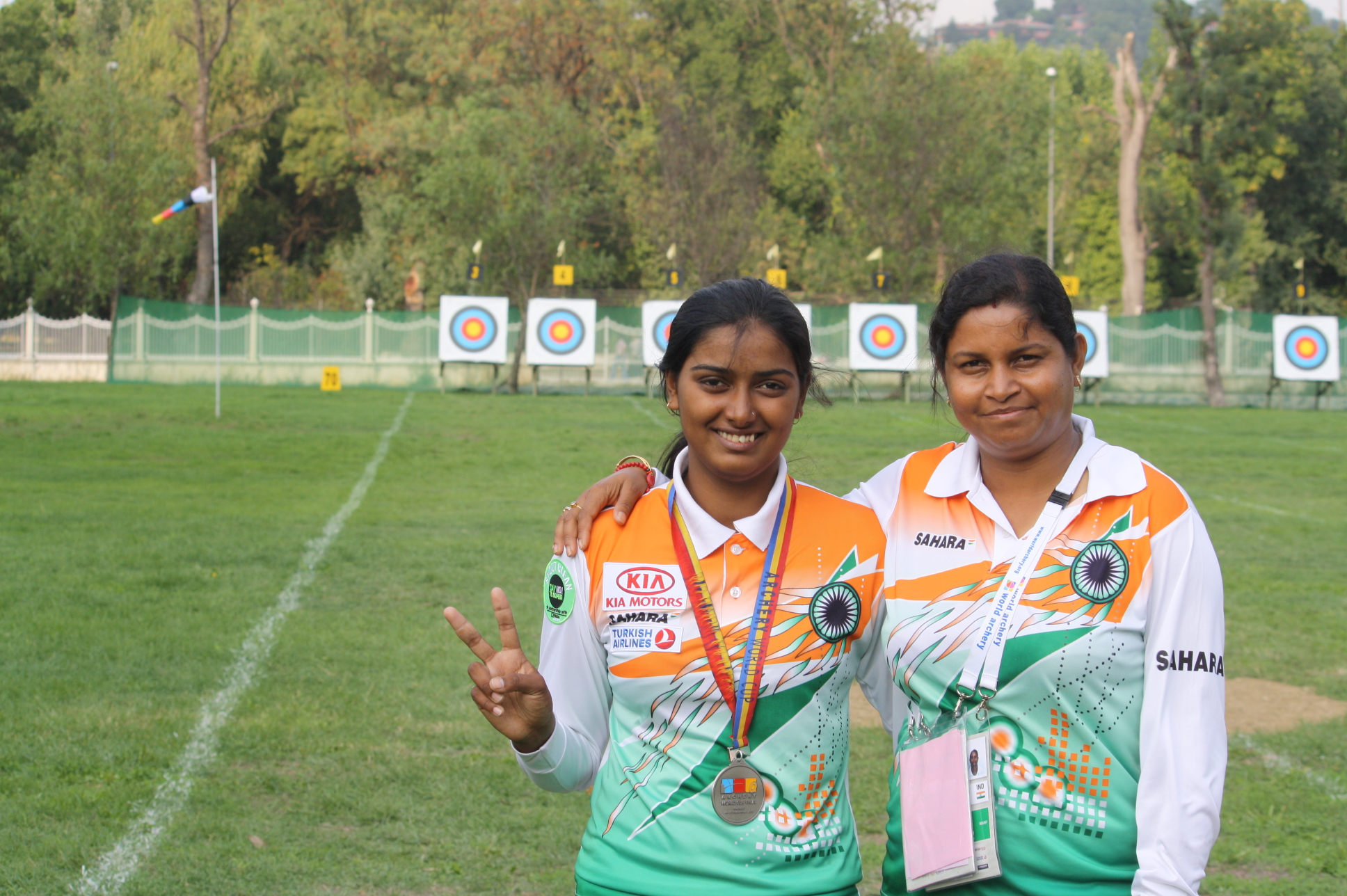
Deepika Kumari avec Purnima Mahato en 2011 à la finale de la coupe du monde à Istanbul.

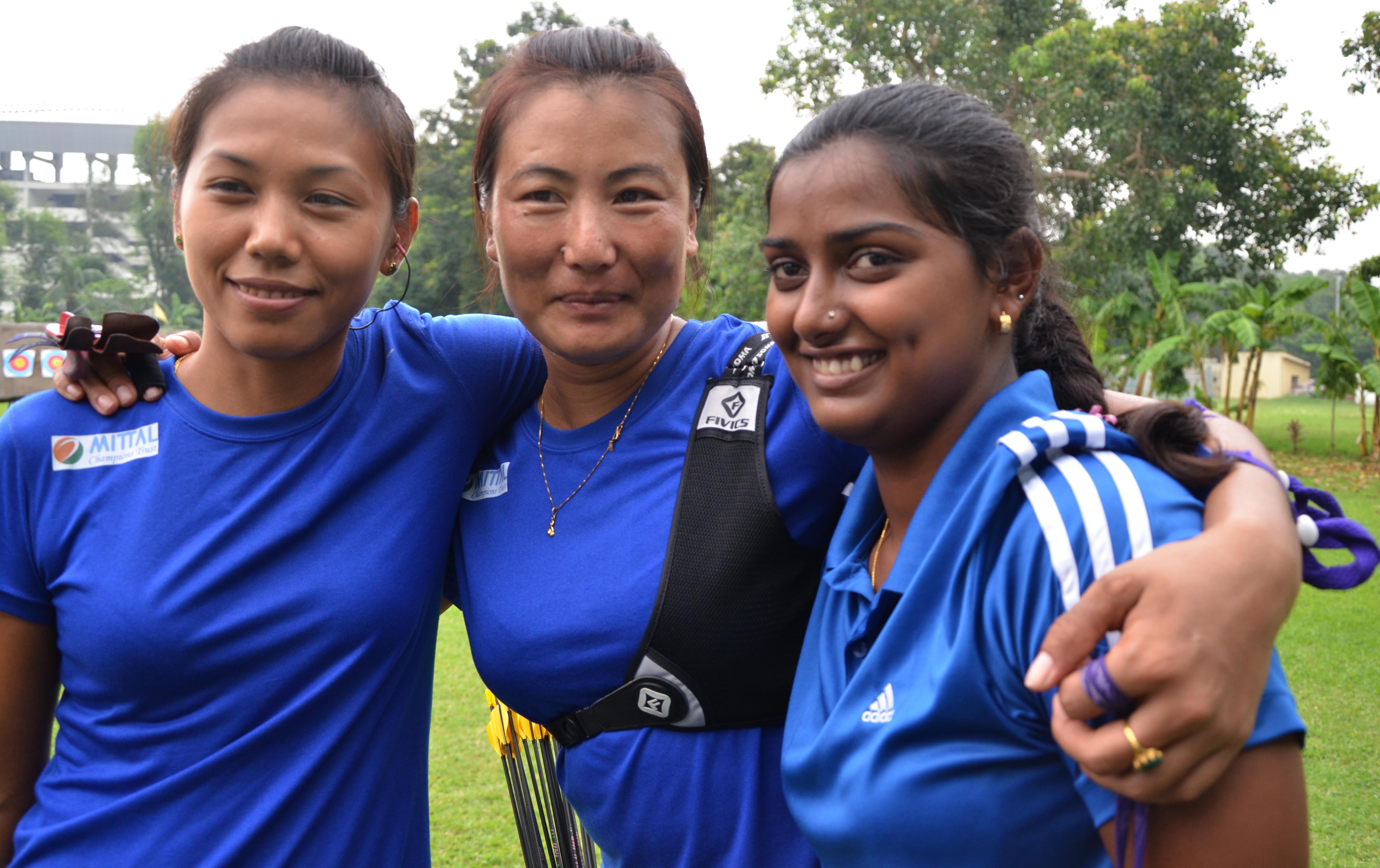
Deepika Kumari avec Laxmirani Majhi et Bombayla Devi Laishram avant les Jeux olympiques d'été de 2016

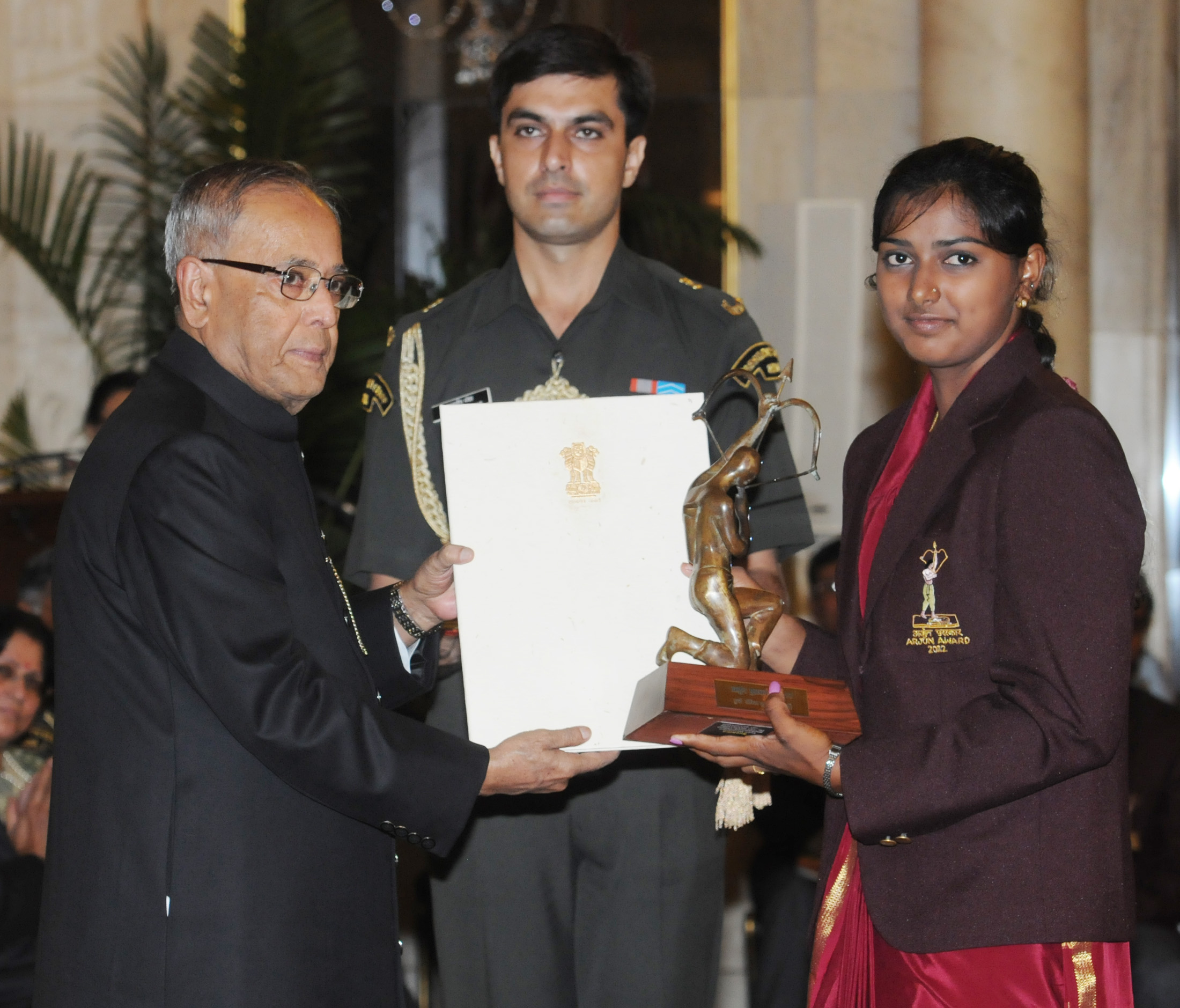
Deepika Kumari recevant un Arjuna Award, de la part de Pranab Mukherjee, président de l'Inde.

Deepika Kumari est la fille de Shiv Narayan Mahato, un chauffeur de tuk-tuk et de Geeta Mahato, une infirmière de Ranchi. Ses parents vivent dans le village de Ratu Chati, à 15 kilomètres de Ranchi. Ses parents n'ayant pas eu le temps de se rendre à l'hôpital, elle est née sur le bord de la route.
En 2006, sa cousine lui parle d'un centre de formation de tir à l'arc à Seraikela. C'est un centre de formation sans aucuns frais à avancer, la nourriture, les vêtements et le logement sont couverts par le centre. Elle voulait alors surtout réduire les frais que ses parents dépensaient pour elle. Deepika et ses parents parcourent 130 km en scooter pour rencontrer B. Srinivas Rao, l'entraîneur du centre. Mais celui-ci la trouve trop frêle pour le tir à l'arc. Deepika demande à l'entraîneur de lui donner une période d'essai de 3 mois et l'obtient.
En 2007, la Tata Archery Academy à Jamshedpur organise des sélections. Elle est alors évaluée par son futur entraîneur, Dharmendra Tiwari, sélectionneur de l'équipe indienne. Malgré son faible salaire, son père fait alors en sorte de lui procurer du matériel haut de gamme.
En 2012, elle reçoit un Arjuna Award (en), de la part de Pranab Mukherjee, président de l'Inde.
Le 18 mai 2016, la Fédération d'Inde de tir à l'arc annonce que Kumari participera aux Jeux olympiques d'été de 2016 pour les épreuves individuelles et en équipe en compagnie de Laxmirani Majhi et Bombayla Devi Laishram. La même année elle reçoit la Padma Shri, décoration civile attribuée par le gouvernement indien, des mains de Pranab Mukherjee, président de l'Inde.

### Vie privée
Deepika Kumari rencontre l'archer indien Atanu Das en 2008 à la Tata Archery Academy. Ils commencent à se fréquenter en 2017 et se marient à Morabadi le 30 juin 2020.

## Documentaire
Un documentaire Une femme d'abord (Ladies first) sur sa vie, de sa naissance dans un village pauvre de l'Inde à son statut de championne du monde de tir à l'arc à seulement 18 ans sort sur Netflix le 8 mars 2018.

## Palmarès

### Jeux asiatiques
- 2010, Canton,  Chine
  -  Médaille de bronze en équipes

### Jeux du Commonwealth
- 2010, New Delhi,  Inde
  -  Médaille d'or en individuel
  -  Médaille d'or en équipes

### World Archery Europe
- 2021, Paris,  France
  -  Médaille d’or en individuel
  -  Médaille d’or en duo mixte
  -  Médaille d’or en équipe